# Instabilité modulationnelle
En optique non linéaire et en dynamique des fluides, l'instabilité de modulation ou instabilité modulationnelle est un effet de renforcement, par la non-linéarité, d'une déformation d'une onde périodique, menant à la génération de bandes de gain dans le spectre fréquentiel. Elle peut entraîner la rupture de l'onde en un train d'impulsions,,.
Ce phénomène a été historiquement découvert et modélisé pour les ondes de gravité en eau profonde par  T. Brooke Benjamin et Jim E. Feir en 1967. Il est par conséquent aussi connu sous le nom d' instabilité de Benjamin-Feir. C'est un mécanisme possible pour la génération de vagues scélérates,.

## Instabilité et gain
L'instabilité modulationnelle n'apparaît que sous certaines conditions. De manière générale, elle nécessite une dispersion de la vitesse de groupe anomale caractérisée par le fait que les courtes longueurs d'onde se propagent avec une plus grande vitesse de groupe que les plus longues longueurs d'onde (cela implique une non-linéarité Kerr focalisante qui traduit un indice de réfraction qui augmente avec l'intensité optique).
L'instabilité dépend fortement de la fréquence de la perturbation. À certaines fréquences, une perturbation aura peu d'effet alors qu'à d'autres, la perturbation subira une croissance exponentielle. L'expression du spectre de gain peut être obtenue comme détaillé par la suite. Des perturbations aléatoires présentent généralement un spectre large qui va causer la génération de bandes spectrales qui reflètent le spectre de gain. 
L'instabilité modulationnelle causant la croissance d'un signal, elle peut être considérée comme une forme d'amplification : en injectant un signal d'entrée à la fréquence maximale du spectre de gain, il est possible de créer un  amplificateur optique.

## Dérivation mathématique du spectre de gain
L'expression du spectre de gain de l'instabilité modulationnelle peut être obtenue par l'analyse de stabilité linéaire de l'équation de Schrödinger non-linéaire (NLSE).
{\displaystyle {\frac {\partial A}{\partial z}}+i\beta _{2}{\frac {\partial ^{2}A}{\partial t^{2}}}=i\gamma |A|^{2}A}
qui décrit l'évolution d'une enveloppe lentement variable {\displaystyle A} avec le temps {\displaystyle t} et la distance de propagation {\displaystyle z}. Ce modèle inclut la dispersion de la vitesse de groupe décrite par le paramètre {\displaystyle \beta _{2}} et la non-linéarité Kerr {\displaystyle \gamma }. On considère une onde plane de puissance constante {\displaystyle P}. Cette solution est donnée par
{\displaystyle A={\sqrt {P}}e^{i\gamma Pz}}
où le terme de phase oscillant {\displaystyle e^{i\gamma Pz}} traduit la différence entre l'indice de réfraction linéaire et l'indice de réfraction non linéaire dû à l'effet Kerr. On considère la perturbation de la solution stationnaire suivante
{\displaystyle A=\left({\sqrt {P}}+\varepsilon \left(t,z\right)\right)e^{i\gamma Pz}}
où {\displaystyle \epsilon \left(t,z\right)} et le terme perturbatif (qui par simplicité a été multiplié par le même facteur de phase que {\displaystyle A}). En substituant cette perturbation dans l'équation de Schrödinger non linéaire on obtient l'équation suivante:
{\displaystyle {\frac {\partial \varepsilon }{\partial z}}+i\beta _{2}{\frac {\partial ^{2}\varepsilon }{\partial t^{2}}}=i\gamma P\left(\varepsilon +\varepsilon ^{*}\right)}
où l'on fait l'hypothèse que la perturbation est faible de telle sorte que {\displaystyle \varepsilon ^{2}\approx 0}. L'instabilité de modulation résulte d'une solution de cette équation qui croît exponentiellement. Pour cela, on peut utiliser une fonction d'essai de la forme suivante:
{\displaystyle \varepsilon =c_{1}e^{ik_{m}z-i\omega _{m}t}+c_{2}e^{-ik_{m}z+i\omega _{m}t}}
où {\displaystyle \omega _{m}} et {\displaystyle k_{m}} sont respectivement les  pulsations et nombre d'onde de la perturbation, et {\displaystyle c_{1}} et {\displaystyle c_{2}} sont des constantes. L'équation de Schrödinger non linéaire ne fait pas apparaître la fréquence de la lumière (porteuse optique). De ce fait, {\displaystyle \omega _{m}} et {\displaystyle k_{m}} ne représentent pas les pulsations et nombres d'onde absolus mais la différence entre ceux-ci et ceux du faisceau initial. On peut alors montrer que la fonction d'essai est valide à condition que
{\displaystyle k_{m}=\pm {\sqrt {\beta _{2}^{2}\omega _{m}^{4}+2\gamma P\beta _{2}\omega _{m}^{2}}}}
Cette relation de dispersion dépend du signe du terme dans la racine carrée. Si ce terme est positif, le nombre d'onde est réel et correspond à des oscillations autour de la solution non perturbée, alors que s'il est négatif, le nombre d'onde devient imaginaire correspondant à une croissance exponentielle et donc à l'instabilité. L'instabilité de modulation apparaît donc lorsque  
{\displaystyle \beta _{2}^{2}\omega _{m}^{2}+2\gamma P\beta _{2}<0}
Cette condition décrit la nécessité d'une dispersion anomale (de telle sorte que {\displaystyle \beta _{2}} soit négatif). Le spectre de gain peut être calculé en définissant le paramètre de gain {\displaystyle g} {\displaystyle \equiv } {\displaystyle \Im \left[2|k_{m}|\right]}, de telle sorte que la puissance du signal augmente avec la distance comme {\displaystyle P} {\displaystyle \propto } {\displaystyle e^{gz}}. Le gain est donc donné par
{\displaystyle g={\begin{cases}2{\sqrt {-\beta _{2}^{2}\omega _{m}^{4}-2\gamma P\beta _{2}\omega _{m}^{2}}}&;\,-\beta _{2}^{2}\omega _{m}^{2}-2\gamma P\beta _{2}>0\\0&;\,-\beta _{2}^{2}\omega _{m}^{2}-2\gamma P\beta _{2}\leq 0\end{cases}}}
où {\displaystyle \omega _{m}} est la différence entre la fréquence de la perturbation et le fréquence initiale (celle de la pompe).

## Train d'impulsions
Le faisceau incident peut devenir un train d'impulsions en augmentant la puissance ou la longueur de propagation.